# 日本の夕陽百選
日本の夕陽百選（にほんのゆうひひゃくせん）は、NPO法人日本列島夕陽と朝日の郷づくり協会が選定した、日本の夕陽の名所。

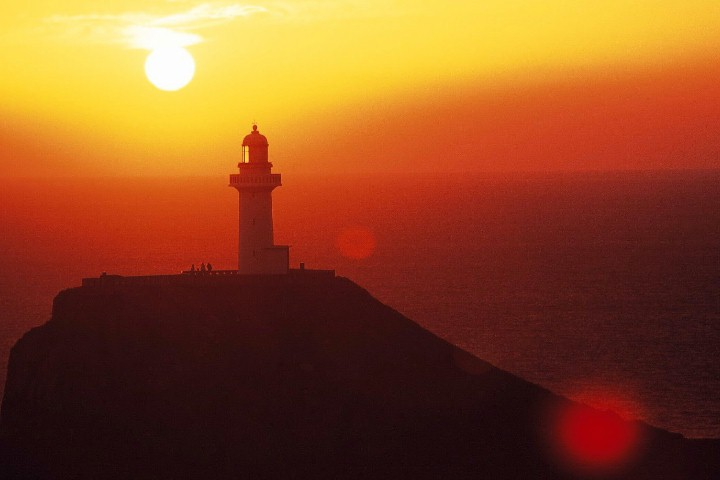
大瀬崎（長崎県・福江島）

## 概要
考案者は、地域振興の総合企画会社サンプロジェ代表取締役の二木賢治。当初は全国のどこに夕陽の名所があるのか分からず、都道府県庁の観光関係部署に照会するなどしてリストアップを進め、選考の過程では住民ぐるみで意欲を持ってイベントなどに取り組んでいる地域を最優先したという。

## 一覧

### 北海道・東北
- 北海道
  - 留萌市：黄金岬、千望台
  - 江差町：かもめ島、馬坂
  - 池田町：ワイン城
- 青森県
  - 三沢市：古牧温泉渋沢公園（カッパ沼）
  - 深浦町：岡崎、千畳敷
  - 十和田市：子の口（奥入瀬渓流）
- 秋田県
  - 男鹿市：男鹿国定公園（入道崎）
  - にかほ市：道の駅象潟（ねむの丘）、象潟海岸
- 山形県
  - 酒田市：日和山公園、飛島
  - 鶴岡市：湯野浜海岸

### 関東・信越
- 千葉県
  - 館山市：鏡ヶ浦（北条海岸）
  - 旭市：刑部岬
- 神奈川県
  - 横浜市西区：横浜ランドマークタワー（69階展望フロア「スカイガーデン」）
- 新潟県
  - 佐渡市：七浦海岸、尖閣湾

### 東海・北陸
- 富山県
  - 黒部市：黒部海岸
- 石川県
  - 珠洲市：禄剛埼、仁江の海岸
- 福井県
  - 坂井市：東尋坊、三国サンセットビーチ
  - 越前町：越前岬
  - 高浜町：若狭和田海岸、城山公園
- 長野県
  - 野沢温泉村：見晴台
- 静岡県
  - 西伊豆町：大田子浜海岸、堂ヶ島海岸
  - 御前崎市：夕日と風が見えるん台
- 愛知県
  - 南知多町（篠島）：万葉の丘
- 三重県
  - 志摩市：賢島大橋、西山慕情ヶ丘、磯笛峠展望台、目戸山海岸

### 近畿
- 滋賀県
  - 長浜市：びわ湖岸道路、豊公園
- 京都府
  - 京丹後市：夕日ヶ浦海岸
- 大阪府
  - 大阪市北区：梅田スカイビル空中庭園展望台
  - 大阪市天王寺区：四天王寺
  - 大阪市住之江区：大阪府咲洲庁舎（旧：WTCコスモタワー）展望台
  - 大阪市此花区：舞洲スポーツアイランド（新夕陽ヶ丘、シーサイドプロムナード）
  - 岸和田市：旧港、岸和田城
  - 泉佐野市：関西国際空港島（展望ホール、エアロプラザ、ホテル日航関西空港）
  - 泉南市：サザンビーチ、マーブルビーチ
  - 阪南市：ぴちぴちビーチ及びせんなん里海公園人工磯浜
  - 岬町：長松海岸からせんなん里海公園周辺
  - 豊能町、能勢町：妙見山
- 兵庫県
  - 淡路市：室津、富島
  - 南あわじ市：慶野松原
  - 姫路市：姫路市立美術館
  - 播磨科学公園都市（上郡町、佐用町、たつの市）：播磨高原東小学校、テクノ中央交差点
  - 赤穂市：赤穂御崎
- 奈良県
  - 奈良市：平城宮朱雀門、東大寺二月堂
- 和歌山県
  - 和歌山市：和歌浦、雑賀崎
  - 由良町：白崎海洋公園、戸津井漁港
  - 白浜町：円月島（瀬戸）、白良浜
  - 高野町：大門
  - 串本町：潮岬

### 中国
- 鳥取県
  - 鳥取市：鳥取砂丘
- 島根県
  - 松江市：島根県立美術館
  - 出雲市：道の駅キララ多伎
  - 隠岐郡西ノ島町：国賀海岸
- 岡山県
  - 倉敷市：鷲羽山
  - 瀬戸内市：牛窓フェリー乗り場、天神社、大阪城築城残石群展望台
- 広島県
  - 広島市：原爆ドーム
- 山口県
  - 萩市：笠山、菊ヶ浜
  - 山陽小野田市：きららビーチ焼野、竜王山公園

### 四国
- 香川県
  - 小豆島（土庄町、小豆島町）：夕陽ヶ丘から屋形崎、三都半島
  - 高松市：屋島、女木島
  - 観音寺市：琴弾公園内の有明浜と展望台
  - 三豊市：仁尾海岸緑地、父母ヶ浜海岸
  - 三豊市：紫雲出山山頂展望台、鴨ノ越
- 愛媛県
  - 伊予市：恋人岬、上灘漁港
- 高知県
  - 宿毛市：咸陽島、サニーサイドパーク

### 九州
- 福岡県
  - 糸島市：桜井二見ヶ浦
- 長崎県
  - 平戸市：西海国立公園鯛の鼻、根獅子
  - 佐世保市：石岳展望台
  - 五島市：大瀬崎、渕ノ元
- 熊本県
  - 宇土市：御輿来海岸
  - 上天草市：高舞登山展望所、天草五橋
  - 天草市：西平椿公園、鬼海ヶ浦展望所
  - 天草市：黒石海岸、小森海岸
- 大分県
  - 豊後高田市：真玉海岸